# قوستاناي

موقع المدينة

كوستناي (بالكازاخية:Қостанай/Qostanay) عاصمة أحد التقسيمات الإدارية في كازاخستان

## المناخ
يظهر الجدول التالي التغييرات المناخية على مدار السنة لقوستاناي:
| البيانات المناخية لـقوستاناي                                       | البيانات المناخية لـقوستاناي | البيانات المناخية لـقوستاناي | البيانات المناخية لـقوستاناي | البيانات المناخية لـقوستاناي | البيانات المناخية لـقوستاناي | البيانات المناخية لـقوستاناي | البيانات المناخية لـقوستاناي | البيانات المناخية لـقوستاناي | البيانات المناخية لـقوستاناي | البيانات المناخية لـقوستاناي | البيانات المناخية لـقوستاناي | البيانات المناخية لـقوستاناي | البيانات المناخية لـقوستاناي |
| الشهر                                                              | يناير                        | فبراير                       | مارس                         | أبريل                        | مايو                         | يونيو                        | يوليو                        | أغسطس                        | سبتمبر                       | أكتوبر                       | نوفمبر                       | ديسمبر                       | المعدل السنوي                |
| ------------------------------------------------------------------ | ---------------------------- | ---------------------------- | ---------------------------- | ---------------------------- | ---------------------------- | ---------------------------- | ---------------------------- | ---------------------------- | ---------------------------- | ---------------------------- | ---------------------------- | ---------------------------- | ---------------------------- |
| الدرجة القصوى °م (°ف)                                              | 3.2 (37.8)                   | 3.8 (38.8)                   | 16.6 (61.9)                  | 30.6 (87.1)                  | 38.6 (101.5)                 | 41.0 (105.8)                 | 40.8 (105.4)                 | 39.9 (103.8)                 | 36.3 (97.3)                  | 28.6 (83.5)                  | 14.3 (57.7)                  | 6.8 (44.2)                   | 41.0 (105.8)                 |
| متوسط درجة الحرارة الكبرى °م (°ف)                                  | −10.1 (13.8)                 | −9.1 (15.6)                  | −2.0 (28.4)                  | 11.3 (52.3)                  | 20.6 (69.1)                  | 26.7 (80.1)                  | 27.1 (80.8)                  | 25.4 (77.7)                  | 19.0 (66.2)                  | 10.2 (50.4)                  | −1.5 (29.3)                  | −8.1 (17.4)                  | 9.1 (48.4)                   |
| المتوسط اليومي °م (°ف)                                             | −14.5 (5.9)                  | −14.0 (6.8)                  | −7.3 (18.9)                  | 5.4 (41.7)                   | 13.8 (56.8)                  | 19.9 (67.8)                  | 20.9 (69.6)                  | 18.8 (65.8)                  | 12.5 (54.5)                  | 4.8 (40.6)                   | −5.5 (22.1)                  | −12.3 (9.9)                  | 3.5 (38.3)                   |
| متوسط درجة الحرارة الصغرى °م (°ف)                                  | −18.9 (−2.0)                 | −18.6 (−1.5)                 | −12.0 (10.4)                 | 0.2 (32.4)                   | 7.5 (45.5)                   | 13.5 (56.3)                  | 15.2 (59.4)                  | 13.1 (55.6)                  | 7.1 (44.8)                   | 0.5 (32.9)                   | −8.1 (17.4)                  | −16.5 (2.3)                  | −1.5 (29.3)                  |
| أدنى درجة حرارة °م (°ف)                                            | −45.8 (−50.4)                | −47.8 (−54.0)                | −37.3 (−35.1)                | −24.0 (−11.2)                | −9.5 (14.9)                  | −2.1 (28.2)                  | 2.9 (37.2)                   | −0.7 (30.7)                  | −8.7 (16.3)                  | −23.0 (−9.4)                 | −37.6 (−35.7)                | −44.5 (−48.1)                | −47.8 (−54.0)                |
| الهطول مم (إنش)                                                    | 19 (0.7)                     | 15 (0.6)                     | 15 (0.6)                     | 25 (1.0)                     | 35 (1.4)                     | 35 (1.4)                     | 54 (2.1)                     | 35 (1.4)                     | 25 (1.0)                     | 29 (1.1)                     | 25 (1.0)                     | 24 (0.9)                     | 336 (13.2)                   |
| متوسط الأيام الممطرة                                               | 0                            | 0                            | 3                            | 7                            | 13                           | 11                           | 12                           | 12                           | 11                           | 9                            | 4                            | 1                            | 83                           |
| متوسط الأيام المثلجة                                               | 19                           | 16                           | 12                           | 4                            | 1                            | 0.1                          | 0                            | 0                            | 0.3                          | 5                            | 13                           | 18                           | 88                           |
| متوسط الرطوبة النسبية (%)                                          | 82                           | 81                           | 81                           | 68                           | 58                           | 57                           | 64                           | 64                           | 64                           | 73                           | 82                           | 82                           | 71                           |
| ساعات سطوع الشمس الشهرية                                           | 96                           | 141                          | 201                          | 251                          | 296                          | 322                          | 321                          | 283                          | 210                          | 139                          | 90                           | 78                           | 2٬428                        |
| المصدر #1: Pogoda.ru.net                                           |                              |                              |                              |                              |                              |                              |                              |                              |                              |                              |                              |                              |                              |
| المصدر #2: الإدارة الوطنية للمحيطات والغلاف الجوي (sun, 1961–1990) |                              |                              |                              |                              |                              |                              |                              |                              |                              |                              |                              |                              |                              |

## أعلام
- اغافانغل كريمسكي
- اليكسي بوندارينكو
- أليكساندر ميروشنيشنكو
- فيتالي دونايتسيف
- سيرجي ماتفينكو